# Геллевутслейс
Геллевутслейс (нід. Hellevoetsluis) — місто на південному заході Нідерландів. Росташоване на острові Ворне-Пюттен в затоці Гарінгвліт. Муніципалітет займає площу 61,20 км², з яких 20,10 км² припадає на водні об'єкти. Населення 40019 осіб (станом на 1 січня 2019). Найвища точка - 2 м над рівнем моря.
Мало статус окремого муніципалітету до 1 січня 2023 року, коли разом з колишніми муніципалітетами Вестворне і Брілле утворило муніципалітет Ворне-ан-Зе.

## Назва
Назва Геллевутслейс перекладається як «шлюз біля підніжжя Елли». Елла була невеликою річкою, яка зараз зникла.

## Населення
Станом на 31 січня 2022 року населення муніципалітету Геллевутслейс становило 40596 осіб. Виходячи з площі муніципалітету 41,1 кв. км., станом на 31 січня 2022 року густота населення становила 988 осіб/кв. км.
За даними на 1 січня 2020 року 19,2%  мешканців муніципалітету мають емігрантське походження, у тому числі 9,3%  походили із західних країн, та 9,9%  — інших країн.